# Pistosia bakeri
Pistosia bakeri es una especie de insecto coleóptero de la familia Chrysomelidae.
Fue descrita científicamente en 1919 por Gestro.